# Kinnarumma pastorat
Kinnarumma pastorat är ett pastorat i Redvägs och Ås kontrakt i Skara stift i Borås kommun i Västra Götalands län. 
Pastoratet bildades 1962 och består av följande församlingar:
- Kinnarumma församling
- Seglora församling

Pastoratet överfördes 2018 från Göteborgs stift och Marks och Bollebygds kontrakt. Pastoratskod är 031309.